# Luigi Marletta
Luigi Marletta (Cella Monte, prop d'Alessandria, Piemont, 1895 - Itàlia, ?) fou un tenor italià.

## Biografia
Després de ser alumne del mestre Vallaro a Casale Monferrato, va estudiar cant al Conservatori de Milà amb Vincenzo Pintorno. El 1923 va debutar com a Manrico a Il Trovatore al Teatro Carcano de Milà. El 1924 va cantar aquesta mateixa obra al Teatro Verdi de Ferrara.
Va actuar als principals teatres d'òpera italians: Torí (Teatro Regio), Venècia (Teatro La Fenice), Nàpols (Teatro San Carlo), Gènova (Teatro Carlo Felice) i Parlem (Teatro Massimo). Va actuar com a convidat a Sud-amèrica, particularment a Rio de Janeiro i Buenos Aires. També va cantar a La Monnaie a Brussel·les, a Malta i va participar en les gires a través d'Itàlia de la companyia d'òpera Carro di Tespi. Directors com Arturo Toscanini i Tullio Serafin el van incloure sovint en el seu elenc. La Temporada 1934-1935 va cantar un Radamès pletòric de facultats a Aida al Gran Teatre del Liceu de Barcelona.
El 1927 es va casar amb la contralt Camilla Rota, amb la qual cantaria en múltiples funcions.
Se sap que encara cantava després del final de la Segona Guerra Mundial, així l'any 1942 va cantar Calaf de Turandot a Càller i l'última funció de la qual se'n té constància seria el 22 de setembre de 1942 cantant a I Pagliacci de Leoncavallo.